# Liste der Abgeordneten zum Salzburger Landtag (3. Gesetzgebungsperiode)
Diese Liste der Abgeordneten zum Salzburger Landtag (3. Gesetzgebungsperiode) listet alle Abgeordneten zum Salzburger Landtag in der 3. Gesetzgebungsperiode bzw. 7. Wahlperiode auf. Die Gesetzgebungsperiode dauerte von der Konstituierung des Landtags am 11. Dezember 1954 bis zum 1. Juli 1959. Die Konstituierung des nachfolgenden Landtags der 4. Gesetzgebungsperiode erfolgte am 2. Juli 1959.
Mit einer Novelle zum Landes-Verfassungsgesetz war die Anzahl der Landtagsabgeordneten 1945 von 26 auf 32 erhöht worden. Demzufolge  stellte die Österreichische Volkspartei (ÖVP) nach der Landtagswahl 1954 15 der 32 Abgeordneten, womit sie drei Abgeordnete hinzugewonnen hatte. Auf die Sozialistische Partei Österreichs (SPÖ) entfielen 13 Mandate (bisher 9), die Wahlpartei der Unabhängigen verlor hingegen trotz der Erhöhung der Mandatszahl ein Mandat und war nur noch mit vier Mandaten vertreten.
Nach der Angelobung der Landtagsabgeordneten erfolgte in der konstituierenden Sitzung am 11. Dezember 1954 die Wahl der Landesregierung Klaus II, die damit der Landesregierung Klaus I nachfolgte.

## Funktionen

### Landtagspräsidenten
Das Amt des Landtagspräsidenten übernahm in der 3. Gesetzgebungsperiode erneut der seit 1945 amtierende Landtagspräsident Franz Hell (ÖVP). Auch die Funktion des Ersten Landtagspräsidenten-Stellvertreters  blieb mit Franz Illig (SPÖ) seit 1945 unverändert. Durch die Verluste der WdU fiel das Amt des Zweiten Landtagspräsidenten-Stellvertreters hingegen wieder der ÖVP zu, die Michael Haslinger für das Amt nominierte. Die Wahl der drei Funktionen erfolgte am Tag der Konstituierung des Landtags, dem 11. Dezember 1954.

### Landtagsabgeordnete
| Name                  | Fraktion | Anmerkung                                         |
| --------------------- | -------- | ------------------------------------------------- |
| Aichinger Walter      | WdU      | am 27. Jänner 1955 für Gustav Zeillinger angelobt |
| Bäck Alfred           | SPÖ      |                                                   |
| Brunauer Josef        | SPÖ      | an 4. Juli 1956 für Josef Kaut angelobt           |
| Brunauer Johann       | SPÖ      | am 16. September 1958 verstorben                  |
| Daghofer Fritz        | ÖVP      |                                                   |
| Eder Bruno            | SPÖ      |                                                   |
| Eisl Josef            | ÖVP      |                                                   |
| Glaser Karl           | ÖVP      | bis 7. Februar 1955                               |
| Grani Josef           | SPÖ      |                                                   |
| Groll Florian         | WdU      |                                                   |
| Gruber Fritz          | ÖVP      | am 2. März 1955 für Karl Glaser angelobt          |
| Gruber Katharina      | SPÖ      |                                                   |
| Hallinger Ernst       | SPÖ      |                                                   |
| Haslinger Michael     | ÖVP      |                                                   |
| Hell Franz            | ÖVP      |                                                   |
| Illig Franz           | SPÖ      |                                                   |
| Kaut Josef            | SPÖ      | bis 1956                                          |
| Kimml Anton           | SPÖ      |                                                   |
| Klaus Josef           | ÖVP      | bis 1955                                          |
| Krüttner Manfred      | WdU      |                                                   |
| Kumpfmiller Moritz    | ÖVP      | am 16. Februar 1958 verstorben                    |
| Langer Helmut         | ÖVP      | am 2. April 1958 für Moritz Kumpfmiller angelobt  |
| Meikl Peter           | ÖVP      |                                                   |
| Pexa Hans             | SPÖ      |                                                   |
| Peyerl Franz          | SPÖ      |                                                   |
| Prodinger Johann      | ÖVP      |                                                   |
| Rehrl Josef           | ÖVP      |                                                   |
| Renner Josef          | ÖVP      | am 8. Februar 1958 verstorben                     |
| Rettenbacher Heinrich | ÖVP      | am 2. April 1958 für Josef Renner angelobt        |
| Röck Peter            | ÖVP      |                                                   |
| Ruhdorfer Alois       | WdU      |                                                   |
| Saller Martin         | ÖVP      |                                                   |
| Schorn Fritz          | SPÖ      |                                                   |
| Ungar Hans            | ÖVP      | am 1. Juni 1955 für Josef Klaus angelobt          |
| Weisskind Josef       | SPÖ      | am 29. Oktober 1958 für Johann Brunauer angelobt  |
| Wohl Johann           | SPÖ      |                                                   |
| Wolfgruber Rupert     | ÖVP      |                                                   |
| Zeillinger Gustav     | WdU      | bis 1955                                          |
| Zyla Johann           | ÖVP      |                                                   |